# Balocco
Balocco là một đô thị ở tỉnh Vercelli trong vùng Piedmont thuộc Ý, có cự ly khoảng 60 km (37 mi) về phía đông bắc của Torino và khoảng 20 km (12 mi) về phía tây bắc của Vercelli. Tại thời điểm ngày 31 tháng 12 năm 2004, đô thị này có dân số 273 người và diện tích là 16,7 km².
Balocco giáp các đô thị: Buronzo, Carisio, Formigliana, San Giacomo Vercellese, và Villarboit.

## Biến động dân số
45°28′41″B 8°18′0″Đ / 45,47806°B 8,3°Đ